# Echo & the Bunnymen
Echo & the Bunnymen er et britisk postpunkband der blev dannet i Liverpool i 1978 af sanger Ian McCulloch, guitarist Will Sergeant og en trommemaskine, som bandet angiveligt kaldte "Echo!". Forud for sin første koncert, i slutningen af 1978, blev bandet udvidet med Les Pattinson (bas) og efter at have udgivet et par singler i 1979, blev "Echo!" skiftet ud med trommeslageren Pete de Freitas. Da bandet var nu fuldtalligt udgav de deres første LP, Crocodilles (1980).
Efter yderligere fire album besluttede Ian McCulloch sig for en solokarriere i 1988. På trods af dette fortsatte de øvrige medlemmer i nogle år.
Pete de Freitas døde i en motorcykelulykke i 1989.
Gruppen blev gendannet i 1997 hvor de udgav Evergreen.
I foråret 1985 var de på turné i Skandinavien, hvor de spillede deres egne sange og cover-sange som Paint it black, Run run run, Frictions Gnidninger.
Gruppen er blevet stilskabende for generationer af guitarbaserede bands som Oasis og Coldplay.

## Diskografi
Studioalbum
- 1980 – Crocodiles
- 1981 – Heaven Up Here
- 1983 – Porcupine
- 1984 – Ocean Rain
- 1987 – Echo & the Bunnymen
- 1990 – Reverberation
- 1997 – Evergreen
- 1999 – What Are You Going to Do With Your Life?
- 2001 – Flowers
- 2005 – Siberia
- 2009 – The Fountain
- 2014 – Meteorites

Livealbum
- 1992 - BBC Radio 1 Live in Concert
- 2002 - Live in Liverpool
- 2006 - Instant Live: Fillmore – San Francisco, CA, 12/5/05
- 2006 - Instant Live: House of Blues – West Hollywood, CA, 12/6/05
- 2006 - Instant Live: House of Blues – Anaheim, CA, 12/7/05
- 2006 - Instant Live: House of Blues – San Diego, CA, 12/9/05
- 2006 - Me, I'm all Smiles
- 2008 - Breaking the Back of Love
- 2009 - Ocean Rain Live 2008
- 2011 - Do It Clean

Opsamlingsalbum
- 1985 - Songs to Learn & Sing
- 1993 - The Cutter
- 1997 - Ballyhoo
- 2001 - Crystal Days: 1979–1999
- 2005 - Seven Seas
- 2006 - More Songs to Learn and Sing
- 2007 - Killing Moon: The Best of Echo & the Bunnymen
- 2007 - B-sides & Live
- 2008 - The Works (3-CD box)

EPer
- 1981 - Shine So Hard
- 1984 - The Sound of Echo
- 1984 - Life at Brian's – Lean and Hungry
- 1988 - The Peel Sessions
- 1988 - New Live and Rare
- 1997 - World Tour E.P.
- 2000 - Avalanche
- 2009 - Live from Glasgow

Singler (top 40 på UK Singles Chart)
- 1982 - The Back of Love (#19)
- 1983 - The Cutter (#8)
- 1983 - Never Stop (#15)
- 1984 - The Killing Moon (#9)
- 1984 - Silver (#30)
- 1984 - Seven Seas (#16)
- 1985 - Bring on the Dancing Horses (#21)
- 1987 - The Game (#28)
- 1987 - Lips Like Sugar (#36)
- 1987 - People Are Strange (#29)
- 1997 - Nothing Lasts Forever (#8)
- 1997 - I Want to Be There (When You Come) (#30)
- 1999 - Rust (#22)
- 2001 - It's Alright (#41)